# Lingua cinese scritta
La lingua cinese scritta (cinese semplificato: 中文 ; cinese tradizionale: 中文; pinyin: zhōngwén; letteralmente: "scritto (dall'Impero) dal centro") è una lingua che apparve tra il 1200 e il 1050 a.C. durante la dinastia Shang, principalmente per trascrivere la lingua cinese orale.

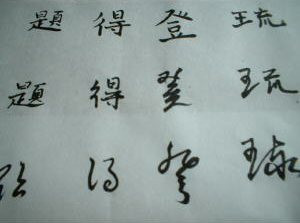
Vari stili di calligrafia cinese

Cinquemila caratteri sono comunemente usati, ognuno dei quali rappresenta un elemento di cinese. Alcune parole usano due caratteri, raramente di più. La lingua cinese scritta è ampiamente considerata come un fattore unificante nella storia cinese, trascendendo le differenze tra le lingue cinesi parlate. Sin dalla dinastia Qin, una lingua scritta standard (prima il cinese classico, poi dal 1920 lo standard Baihua) ha consentito la comunicazione ufficiale e scritta e la trascrizione delle varie lingue cinesi orali.

## Come funziona la lingua
A differenza delle parole scritte in italiano, che sono composte da lettere, le parole cinesi scritte sono composte da caratteri cinesi o sinogrammi. Contrariamente alla credenza popolare, i caratteri cinesi non rappresentano le parole; in realtà rappresentano elementi, e la maggioranza delle parole è composta da due caratteri, mentre altre sono composte da uno solo, più raramente da tre o quattro. Questo non è specifico per il cinese.
Ciò significa anche che ogni parola composta contiene una propria etimologia, risultante dai caratteri portatori di significato che la compongono, contrariamente in particolare alle parole delle lingue occidentali, la cui ortografia riflette una pronuncia che spesso finisce per dimenticare il loro significato primario. Pechino in cinese putonghua 北京, ora pronunciato Běijīng, contiene quindi i caratteri 北 (nord) e 京 (capitale) e significa quindi letteralmente "capitale del nord". Nanjing (南京), da parte sua, è la "capitale del sud".

## Contesto e significato
Per capire come funziona la lingua cinese e come varia il significato dei caratteri cinesi a seconda del contesto, si consideri il carattere 中 (zhōng = centro).中文 (zhōngwén = centro + scritta) è una delle parole per la "lingua cinese".中 è associato alla Cina in questo contesto, perché la parola 中國 (zhōngguó = centro + regno, cinese semplificato 中国) è la parola per la Cina. Letteralmente significa impero o regno di mezzo. Il 中心 (zhōngxīn = centro + cuore) denota il "centro" (ad esempio un centro sanitario).中美 (zhōngměi) significa "cinese-americano", ma 中美洲 (zhōngměizhōu) significa "America centrale". Quando 中 è posto alla fine di una frase subordinata, può significare "durante" o "durante", come in 中断 (zhōngduàn) "interrompere" o 中毒 (zhōngdú) "essere avvelenato". Se il significato generale del sinogramma 中 nei suoi diversi usi è quindi “medio” o “centrale”, la precisa interpretazione del carattere dipende dal contesto in cui viene utilizzato.
Le parole cinesi comuni sono particolarmente flessibili nell'uso. Ad esempio, 可 (kě) che da solo ha il significato passivo "in grado di essere" o "in grado di essere", è usato in 可吃 (kěchī) "commestibile" (letteralmente "in grado di essere mangiato", ma con 以 (yǐ) significa "essere in grado di", come in 可以走 (kěyǐzǒu) "essere in grado di camminare".
In molti casi, i caratteri cinesi perdono il loro significato quando vengono utilizzati per comporre un nome. Per esempio 布什 (bùshí) indica George Bush e non ha alcun legame particolare con 布 (bù) "abbigliamento" oltre al valore fonetico. Tuttavia, è normale che cerchiamo di mantenere un valore simbolico oltre al valore semantico nella scelta dei caratteri, ad esempio in 迷你裙 (mínǐqún), "minigonna", che letteralmente significa "affascina te stesso-gonna" o "gonna che ti affascina".
Alcuni caratteri cinesi possono rappresentare più di un morfema, anche se ciò è raro in cinese. Quando un sinogramma, ad esempio 行, rappresenta diversi morfemi, generalmente viene pronunciato in modo diverso a seconda dell'uso. Per questo carattere, è pronunciato xíng quando significa "accettabile" o "camminare", ma è pronunciato háng quando significa "professione" o "linea". Tuttavia, non è sempre così: la particella 了 (le) ad esempio, rappresenta due morfemi, o un cambiamento di stato o la fine di un'azione, ed è pronunciata allo stesso modo in entrambi i casi. La sua posizione nella frase permette di differenziare la sua precisa funzione grammaticale.

## Componenti e chiave
Proprio come molte parole sono composte da più caratteri, la maggior parte dei personaggi è composta da più elementi. C'è una dimensione aggiuntiva che i caratteri alfabetici non hanno. Storicamente, la lingua orale generalmente si sviluppa per prima e la lingua scritta segue per trascrivere la lingua orale. I caratteri cinesi sono generalmente considerati formati da sei principi di base. Due principi si riferiscono a personaggi costituiti da un unico elemento, che è quindi il personaggio stesso. Questi personaggi possono prima di tutto rappresentare l'oggetto che evocano - 像 形, xiàngxíng, “apparenza della forma”, oppure rappresentare un concetto figurativo astratto - 指事, zhǐshì, “indicazione di un oggetto”. Un esempio di xiàngxíng (像形) è 手, shǒu, "mano", che originariamente rappresentava una mano e le sue cinque dita; esempi di zhǐshì (指事) sono 上, shàng, "su" e 下, xià, "giù".
Altri due principi guidano i metodi di combinazione di elementi per formare nuovi personaggi. La 會意, huìyì, "associazione di significati", si riferisce ai personaggi. Il significato di due o più radici è stato preso per creare un nuovo personaggio usando queste radici, associandolo quindi a un significato combinato. Le parole composte in francese usano spesso questo processo (es: Lupo ibrido). Un esempio cinese è 好, hǎo, che combina gli elementi "donna" e "bambino".

Ordine di scrittura del carattere 好

Tuttavia, la lingua cinese era troppo ricca perché i suoi caratteri potessero essere prodotti solo da 會意. Fortunatamente, il rebus è stato sviluppato culturalmente. Secondo questa concezione, un carattere era essenzialmente composto da due parti: una era la chiave che dava un'indicazione sulla categoria semantica, l'altra era una componente fonetica (che generalmente può essere di per sé un carattere significante), usata per la sua pronuncia. Questo principio di formazione del carattere, chiamato in cinese: 形聲; pinyin: xíngshēng; letteralmente: "forma del suono", è stato estremamente produttivo: secondo alcuni osservatori, circa il 90% dei caratteri cinesi si è formato in questo modo. Lo schema esatto del personaggio dipende dal contesto in cui si è formato, e può quindi essere difficile da trovare, ma i personaggi così formati possono solitamente essere identificati senza conoscerne i dettagli. Un esempio è 清, qīng, "chiaro", che è composto da una radice che significa "acqua" e da una radice (un altro carattere, 青) anch'essa pronunciata qīng.
Gli ultimi due principi spiegano come i vecchi personaggi possono assumere nuovi significati. Questi principi non producono nuovi personaggi. Uno è 轉注, zhuǎnzhù, "trasferire a", che riguarda personaggi il cui significato originale è stato esteso, di solito metaforicamente, a un significato nuovo e spesso più generale. L'ultimo principio è 假借, jiǎjiè, "prestito sbagliato": in questo caso, un carattere con un significato fermamente stabilito viene "preso in prestito" per assumere un altro significato non correlato per il quale non c'era carattere.

## Trova una parola

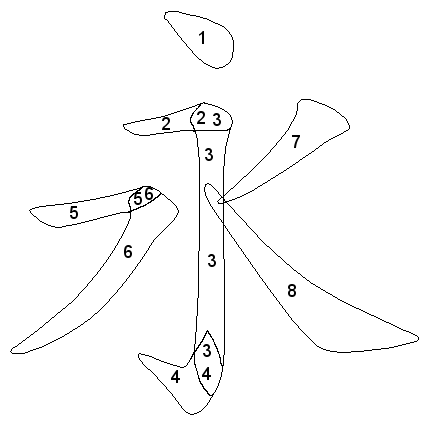
Gli 8 tratti fondamentali, che ritroviamo nel carattere Yǒng / 永

Poiché la scrittura cinese non è alfabetica, creare un dizionario di lingua cinese è un compito difficile per un lessicografo. I caratteri non sono raggruppati per modulo di riferimento come lo sono le forme lessicali nei dizionari di lingua alfabetica. Nei dizionari principali, ogni carattere ha un elemento identificato come "chiave". C'è un elenco di 214 chiavi semantiche, classificate in "tratti", che vengono utilizzate per classificare tutti i caratteri. Alcuni caratteri includono più di una chiave, ma anche in questo caso esiste una chiave designata come "la" chiave per trovare quel carattere in un dizionario.
In linea di principio, la ricerca di un carattere in un dizionario avviene in due semplici passaggi. Per prima cosa, identifica la chiave del personaggio che stai cercando, ad esempio 好. In questo caso, la chiave, come per molti caratteri con un lato sinistro e uno destro separati, è il lato sinistro. Questa chiave si trova tra le 214 chiavi standard, disposte in ordine crescente del numero di colpi. In questo caso, il radicale è composto da tre tratti. Quindi, i caratteri vengono ordinati in base al numero crescente di tratti nella parte "non chiave" del carattere; o in questo caso 子, zi, "figlio", che ha anche tre righe. Ci sono solo pochi caratteri che usano il tasto 女 che hanno tre tratti aggiuntivi, il che rende il carattere 好 facile da trovare.
In pratica, trovare un personaggio non è così facile, a causa di varie considerazioni. Uno è che non è sempre facile trovare la chiave principale. A volte può essere trovato nella parte superiore del personaggio, in basso, a sinistra o anche all'interno di un altro elemento. Tipicamente, questa è una chiave che rappresenta la categoria semantica del carattere. Un'altra difficoltà è che un certo numero di chiavi hanno una forma variabile a seconda del contesto, il che complica l'identificazione di questo radicale. Anche il conteggio delle righe è fonte di errori: alcuni caratteri (se non semplificati dall'utente) includono fino a più di 30 tratti e può essere difficile contare quali tratti devono essere separati. mentre non lo sono necessariamente nella pratica corsiva. Alcuni radicali (ad esempio una singola linea orizzontale) sono anche componenti di radicali più complessi.

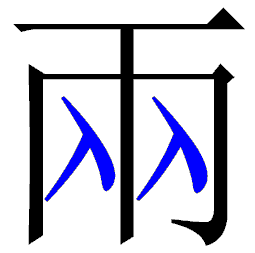
Radicali all'interno del personaggio "liang"

A partire dal ventesimo secolo, molti alfabeti fonetici sono stati sviluppati per le diverse lingue cinesi. Per i più popolari, il mandarino, il Pīnyīn (la trascrizione usata in questo articolo) e lo zhùyīn fúhào, sono i più usati. I dizionari moderni, e in particolare i dizionari di traduzione, includono un'appendice in cui tutti i caratteri sono ordinati in ordine lessicografico per quell'ortografia. Questo rende più facile trovare i personaggi, ma solo se conosci una delle pronunce del personaggio. In caso contrario, il normale processo di ricerca dovrebbe essere seguito utilizzando il metodo radicale.
Riconoscendo che c'è qualcosa di arbitrario nell'identificazione dei radicali, alcuni lessicografi hanno preso in considerazione nuove categorizzazioni per i dizionari cinesi. Pochissimi sono attualmente pubblicati, sebbene il metodo dei quattro angoli, in cui i caratteri sono ordinati in base al tipo di tratti, ha alcuni aderenti entusiasti.

## Standard cinesi scritti
Gli scritti in cinese possono essere distinti secondo le seguenti ampie classificazioni:
- Gǔwén (古文, cinese classico)
- Wényánwén (文言文, cinese letterario)
- Báihuàwén (白话文, cinese scritto in volgare)
- Poesia cinese e altra letteratura con vincoli cinesi

Durante la dinastia Yuan (una dinastia mongola), le lingue di comunicazione scritta e orale utilizzate dai funzionari subirono varie modifiche sotto l'influenza della lingua mongola. Questo è generalmente indicato come la lingua Han'er.
Le relazioni tra la lingua cinese parlata e quella scritta sono complesse. Questa complessità è rafforzata dal fatto che le lingue parlate hanno subito variazioni significative nel corso dei secoli di evoluzione almeno dalla fine della dinastia Han. La lingua scritta, d'altra parte, ha subito meno modifiche.
Fino all'inizio del XX secolo, la maggior parte degli scritti cinesi formali erano scritti in Wényan, generalmente tradotto in cinese classico o cinese letterario, che era molto diverso dalle varie lingue cinesi parlate, allo stesso modo in cui il latino classico è molto diverso da lingue romanze moderne. I personaggi, i cui concetti o idee erano più vicini a quelli manipolati oralmente, sono stati, tuttavia, utilizzati per scrivere opere e racconti in una lingua scritta popolare che trascrive la lingua parlata.
Dal movimento del 4 maggio 1919, il riferimento standard per la lingua cinese scritta era il báihuà, o cinese vernacolare che, sebbene non completamente identico nella grammatica e nel vocabolario al mandarino standard, si basava in gran parte sul dialetti del mandarino moderno. L'espressione cinese scritto standard quindi ora si riferiva a baihua. Sebbene in cinese classico venga prodotta poca scrittura nuova, viene ancora insegnata nelle scuole superiori e la sua conoscenza è una delle abilità esaminate all'ammissione alla scuola di specializzazione. Il cinese classico è talvolta inserito anche nelle opere moderne per conferire loro un formalismo o obsolescenza specifici.
La scrittura cinese è stata utilizzata anche come base per altre scritture dell'Asia orientale, tra cui Khitan e Jurchen, kanji giapponesi, Chữ nho in Vietnam e Nüshu, una sceneggiatura apparsa nel XV secolo, utilizzato esclusivamente dalle donne in Hunan.

## Una comprensione della lingua scritta che trascende la lingua parlata

Mappa delle lingue cinesi

I caratteri cinesi sono morfemi logosillabici indipendenti dai cambiamenti fonetici. Ad esempio, il numero "uno" si pronuncia "yī" in Putonghua (mandarino standard), "yat" in cantonese e "tsit" in hokkien, questa pronuncia deriva da una parola antica la cui scrittura e pronuncia coincidevano: 一. Inoltre, gli script di diversi dialetti o lingue non sono sempre rigorosamente identici. Anche il vocabolario in alcuni casi è divergente; se questo è stato generalmente ben conservato (in particolare attraverso l'uso del cinese classico), anche per la sua scrittura, i termini popolari variano più ampiamente. Ci sono quindi caratteri dialettali, che potrebbero non essere compresi in altri dialetti, o essere vecchi caratteri usati in nuovi usi che non sono compresi nel baihua, il cinese scritto standard moderno.
La complessa interazione tra la lingua cinese scritta e le lingue parlate può essere illustrata dal caso del cantonese. A Hong Kong, tutti i parlanti cantonesi imparano a scuola il cinese scritto standard, il cui vocabolario e grammatica sono basati sul Putonghua, che non è generalmente parlato a Hong Kong. Poiché ogni carattere del cinese standard ha una pronuncia cantonese specifica, il cinese standard scritto può anche essere letto usando la pronuncia cantonese, ma questo si traduce in qualcosa di relativamente diverso dal cantonese comunemente parlato, in termini di vocabolario scelto e di alcune caratteristiche grammaticali. Per chi parla cantonese nella provincia del Guangdong, dove la maggior parte delle persone parla cinese Putonghua, la differenza tra lingua scritta e parlata è notevolmente meno pronunciata.
Nella comunicazione scritta, i parlanti cantonesi, che parlino o meno Putonghua, generalmente scriveranno in cinese standard scritto. Uno studioso saprà "leggere parlando" senza grandi difficoltà. Tuttavia, la lingua cantonese orale varia notevolmente in termini di vocabolario e grammatica e può essere difficile da capire per iscritto per coloro che non parlano cantonese. Il cinese scritto standard è quindi una lingua usata in un registro diverso dai cantonesi che non parlano il cinese Putonghua, poiché generalmente non scrivono nel modo in cui parlano. A Hong Kong, il cinese scritto standard, quando viene letto, viene generalmente letto con la pronuncia cantonese (spesso sostituendo alcune parole con il vocabolario tipico cantonese) e funge da acronimo (stile formale e standardizzato) in mezzo comunicazione e altri contesti formali.
Il cantonese scritto standard esiste, tuttavia, e il cantonese è l'unica lingua sinitica meridionale ad aver avuto la propria trascrizione scritta standard ampiamente distribuita. Ciò è dovuto al fatto che Hong Kong (e Macao in misura minore), territorio importante e specificatamente cantonese in termini di espressione orale, è stato rimosso dal controllo cinese per oltre un secolo, a favore del Regno Unito. non essendo tornato nella Repubblica popolare cinese fino al 1997. La situazione è in netto contrasto con quella di altre lingue sinitiche, che non hanno avuto l'opportunità di sviluppare e utilizzare una lingua scritta specifica diversa da cinese classico poi baihua. Il cantonese standard può vantare un pubblico relativamente ampio, essendo utilizzato da vari giornali, riviste online e altre chat. Tuttavia, il baihua è generalmente usato più nelle comunicazioni più formali.
Come per altri aspetti delle lingue sinitiche, il contrasto tra le diverse lingue scritte non è molto formalizzato e c'è un ampio margine di tolleranza tra i diversi standard cinesi scritti. Ad esempio, se scrivi una lettera d'amore informale, di solito userai báihuà. Per gli articoli sulla carta stampata, il registro è diverso e inizia a includere aspetti di Wényán (cinese classico). Nei documenti ufficiali, il wényán può occupare un posto importante. La lingua scritta utilizzata per questi diversi documenti può essere diversa, ma ci sono diversi registri accettati su un continuum; per fare un esempio francofono, il francese scritto va dal francese usato negli SMS a testi formali e ufficiali a volte usando parole o virgolette latine (il cinese classico ha un posto equivalente a quello del latino in Europa nei secoli passati), passando per scritti vicini a conversazioni quotidiane o articoli di giornale. Il Wényán usato da solo è diventato estremamente raro.

## Caratteri cinesi

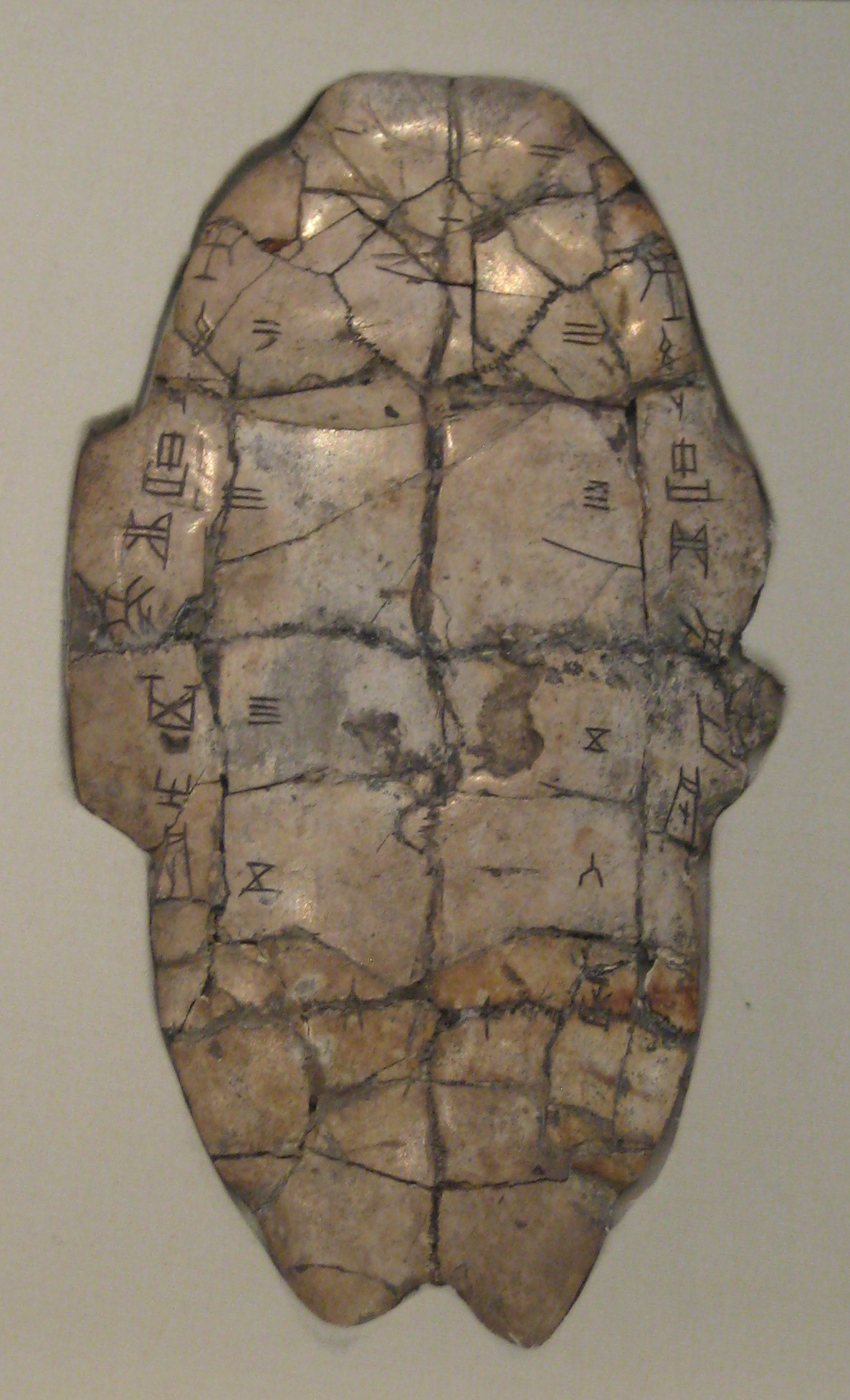
Antica scritta su tartaruga

Il cinese utilizza attualmente i caratteri Hàn (漢字 / 汉字 pinyin hànzì), che prendono il nome dalla cultura Hàn a cui sono principalmente attribuiti. Molti caratteri cinesi sembrano essere stati ispirati da oggetti reali. I primi esempi di caratteri cinesi identificati provengono da ossa di oracolo risalenti alla dinastia Shāng, che sono ossa di animali utilizzate nell'osteomanzia (divinazione ossea). Le ossa utilizzate erano, a parte rare eccezioni, scapole di manzo (da cui deriva il termine scapulimancy) e Guscio di tartaruga (scaglie inferiori, da cui deriva il termine plastromanzia). Da queste scale e ossa deriva il termine cinese moderno per designare questi primi scritti cinesi: 甲骨文 jiǎgǔwén (letteralmente "scale-bone-script", vedi Scrittura sulle ossa).
Durante le dinastie Zhōu e Hàn, i personaggi divennero sempre più stilizzati. I simboli astratti, come quelli che indicano su e giù, combinando caratteri con elementi fonetici, furono sviluppati molto presto; li troviamo dai primi scritti su ossa o squame. Ad esempio, 人 ren, che significa "persona", preso da un pittogramma (in cinese 象形字, xiàngxíngzì, letteralmente "parole-simili") di un uomo; il concetto di "fiducia" è rappresentato da 信, una combinazione di "uomo" e "parola / parola"; e 九, il pittogramma di una mano e un braccio piegati al gomito, rappresentando quindi zhǒuou / "gomito", era usato per jiǔ / "nove", che aveva una pronuncia simile. Allo stesso modo, sono stati aggiunti componenti aggiuntivi, motivo per cui molti caratteri includono un elemento che fornisce un'indicazione di base della pronuncia, o almeno della pronuncia passata, (l'elemento "fonetico") e un altro elemento ( l'elemento "semantico") dando un'indicazione del significato generale del carattere. Tale 形聲字 xíngshēngzì, letteralmente "forma-sue-parole", i cui caratteri sono composti pitto-fonetici, fono-semantici, fonetici, ecc. Nelle lingue cinesi moderne, la maggior parte dei caratteri è quindi fono-semantica piuttosto che logografica. Un esempio di ciò è il carattere della parola 按 àn, che significa "premere". Include 安 ān (pace), che viene utilizzato come componente fonetico, e 手 shǒu (mano), che fornisce un'indicazione dell'azione eseguita come se fosse eseguita utilizzando una mano.
È noto che diversi personaggi derivano l'uno dall'altro. I dizionari convenzionali contengono quindi riferimenti circolari e contengono gli stessi radicali per lo stesso significato. Tuttavia, nuovi significati sono stati iniettati in queste parole ridondanti dall'uso popolare. Alcune parole furono anche "prese in prestito" (ad esempio, furono loro assegnati nuovi significati) perché avevano somiglianze fonetiche con un concetto che in precedenza non aveva un carattere.
In Giappone e Corea, i caratteri Hàn furono adottati e incorporati nella lingua nazionale, dove sono conosciuti rispettivamente come Kanji e Hanja, che sono le letture sino-giapponesi e sino-coreane rispettivamente di 漢字 "hàn zì"). Il Giappone utilizza ancora Kanji come componente del suo sistema di scrittura, mentre la Corea ha ridotto significativamente il suo uso di Hanja; furono aboliti in Corea del Nord negli anni '50, ma furono "resuscitati" negli anni '60, i caratteri si rivelarono essenziali per la continuità culturale. La Corea del Sud ha vietato Hanja nei documenti tradizionali; sono tuttavia utilizzati, in linea di principio tra parentesi dopo aver scritto in alfabeto coreano, in opere accademiche, in ambiti medici e in alcuni lessici specializzati.
Per quanto riguarda l'informatizzazione e l'internazionalizzazione, CJK è un termine usato per designare caratteri cinesi usati in cinese, giapponese e coreano, e il più raro CJKV designa anche caratteri cinesi usati in vietnamita, essendo tutte lingue codificate su un doppio byte, il loro "alfabeto" comprende più di 256 caratteri. La codifica dei caratteri cinesi richiede tecniche specifiche sia per la codifica nell'interfaccia del computer che per la formazione dei caratteri stessi, le tastiere standard oltre 100 non consentono di codificare questi caratteri con un solo tasto.
Il sistema di scrittura cinese è essenzialmente logografico, ad esempio, ogni carattere esprime una parte monosillabica di una parola, chiamata anche morfema. Il fatto che il 90% delle parole cinesi siano monosillabiche è una facilità. La maggior parte delle parole moderne, tuttavia, sono multi-sillabiche e multi-grafiche. Ogni parola multi-sillaba ha un sinogramma per ogni sillaba. La maggior parte dei personaggi Han ha una forma basata sulla loro pronuncia (a volte passata) e sul significato combinati, più che sulla pronuncia o sul significato da soli.

Carattere di scrittura [jiǔ] ("9")

## Caratteri tradizionali e semplificati
Attualmente ci sono due standard per i caratteri cinesi. Uno è il sistema tradizionale (整體字 zhěngtǐzì cioè "carattere intero" o ancora 繁體字 fántǐzì cioè "carattere complicato" secondo una designazione intesa peggiorativa dalla RPC), utilizzato in Taiwan, Hong Kong e Macao. La Repubblica popolare cinese e Singapore utilizzano i caratteri cinesi semplificati (简体字 jiǎntǐzì) sviluppati dal governo della RPC negli anni '50 e finalizzati nell'elenco del 1964. Molte versioni semplificate derivano da semplificazioni storiche, a volte tramite la forma calligrafica e la forma corsiva, altre sostituendo una parte complessa di un carattere con un elemento fonetico. A Taiwan, alcuni caratteri semplificati sono usati nel testo scritto a mano, ma solitamente scritti nella loro forma tradizionale in stampa. Inoltre, alcuni cinesi usano semplificazioni personali o locali.
Il processo di semplificazione non può essere ridotto a quello attuato dalla Repubblica Cinese. Per consentire in particolare l'informatizzazione, le autorità di Taiwan hanno cercato di "standardizzare" un certo numero di caratteri per eliminare variazioni non necessarie. Il risultato è che alcuni caratteri tradizionali sono stati ridotti a uno durante la semplificazione, mentre altri sono stati semplificati per consentire la loro generazione per la codifica del computer. Tuttavia, queste semplificazioni sono ancora minori rispetto a quelle realizzate nella Repubblica popolare cinese.

## Caratteri cinesi
La lingua cinese utilizza generalmente caratteri cinesi o sinogrammi (漢字 / 汉字 pinyin: hànzì), che sono logogrammi: ogni carattere rappresenta un semema o morfema (un'unità linguistica significativa), oltre a una sillaba; il linguaggio scritto può quindi essere qualificato come scrittura morfemosillabica.
Non sono solo pittogrammi (immagine del significato), ma sono altamente stilizzati e spesso portano un significato astratto. Solo pochi caratteri hanno un'origine pittografica. Nel 100 a.C., la scuola Xǚ Shèn della dinastia Han classificava i personaggi in 6 categorie: stimavano che solo il 4% avesse un'origine pittografica, e che l'82% avesse sia un elemento semantico riferito al significato che un elemento fonetica che indica la pronuncia.
I caratteri cinesi moderni si basano sulla scrittura standard (楷书 / 楷書, kǎishū) (vedi sotto). Attualmente ci sono due standard di caratteri cinesi. Uno sono i sinogrammi tradizionali, ancora usati a Hong Kong, Taiwan e Macao. Gli altri sono i Sinogrammi Semplificati introdotti negli anni '50 dal governo della Repubblica Popolare Cinese e finalizzati nel 1986. I Sinogrammi Semplificati generalmente usano meno tratti per alcuni componenti dei Sinogrammi e hanno rimosso un numero di caratteri sinonimi. Singapore, la cui comunità cinese è la prima del Paese, è il primo e l'unico stato ad aver riconosciuto e adottato anche i sinogrammi semplificati.
Gli stili di calligrafia sono usati in cinese, come la scrittura del sigillo (篆书 / 篆書, zhuànshū), la scrittura corsiva (草书 / 草書, cǎoshū), la scrittura del chierico (隶书 / 隸書, lìshū) e l 'script standard (楷书 / 楷書, kǎishū, a volte chiamato script normale). I calligrafi possono scrivere in caratteri semplificati o tradizionali, ma generalmente usano caratteri tradizionali per l'arte tradizionale.
Come per l'alfabeto latino, esistono moltissimi caratteri per i caratteri cinesi e alcuni dei più comuni si riferiscono a un calligrafo oa una scuola di calligrafia.
Non ci sono tracce concrete dell'origine dei caratteri cinesi. La leggenda vuole che Cāng Jié, burocrate del leggendario imperatore cinese Huángdì, intorno al -2600, inventò i caratteri cinesi. Alcuni simboli si trovano sulle ceramiche neolitiche in Cina, ma il loro valore come antenato dell'attuale scrittura cinese rimane molto dibattuto (vedi anche proto-scrittura). Le prime testimonianze archeologiche, principalmente le ossa di oracoli rinvenute nei secoli XIX e XX, non consentono di datare gli inizi della scrittura cinese alla dinastia Shāng, vale a dire approssimativamente dall'XI all'XI secolo a.C., ma ciò implica un periodo sviluppo precedente al momento della stesura di questo documento.
La maggior parte delle ossa di oracolo sono state trovate nelle rovine di Yin, risalenti alla fine della dinastia Shāng, anche se alcune risalgono alla dinastia Zhou. La disposizione dei personaggi è cambiata poco da 200 a 300 anni, e la datazione precisa è generalmente stimata dal contenuto dei testi trovati, in particolare dai nomi degli oracoli che compaiono su queste iscrizioni.
Contemporaneamente al tardo periodo Shāng e allo Zhōu occidentale esistono numerose iscrizioni dell'età del bronzo. Per un secolo in Cina sono stati trovati molti testi e scritti dell'età del bronzo, dedicati agli aristocratici Zhōu, comprese varie somiglianze ma anche innovazioni in relazione ai personaggi degli oracoli. Durante il periodo tra le ossa dell'oracolo ei libri di bambù, quello degli Stati Combattenti, le iscrizioni su bronzo sono le più numerose trovate. Ciò sebbene sia difficile durante periodi così indefiniti essere sicuri della natura della principale diffusione della scrittura cinese.

## Romanizzazione
La romanizzazione è un processo di trascrizione mediante il quale una lingua viene trascritta con l'alfabeto latino. Esistono molti sistemi di romanizzazione delle lingue cinesi, soprattutto a causa delle complesse interazioni tra Cina e Occidente, nonché a causa della mancanza di trascrizione fonetica delle lingue cinesi fino a tempi recenti. Le prime trascrizioni latine del cinese sono dovute ai missionari cristiani occidentali del XVI secolo, ma in realtà potrebbero provenire da trascrizioni più antiche.

## Mandarino
Il sistema di romanizzazione più utilizzato per il cinese (mandarino standard) oggi è hanyu pinyin 漢語拼音 / 汉语拼音, spesso indicato semplicemente come pinyin. Il pinyin è il sistema di romanizzazione mandarino sviluppato e adottato dalla Repubblica popolare cinese a partire dagli anni '50, adottato anche da Singapore. Il pinyin è anche la romanizzazione più popolare nelle scuole e nelle università in Europa e negli Stati Uniti d'America.
Altri popolari sistemi di romanizzazione in mandarino includono la Romanizzazione dell'EFEO, precedentemente utilizzata nelle università di lingua francese, e Wade-Giles, utilizzata nelle università di lingua inglese. Il Wade-Giles si trova ancora regolarmente nelle università americane. Taiwan, che usa più zhuyin (rappresentazione grafica della pronuncia), usava tōngyòng pinyin 通用拼音 / 通用拼音). Taipei City ora utilizza ufficialmente l'hanyu pinyin e il resto dell'isola utilizza ufficialmente il tōngyòng pinyin.

## Cantonese
Il cantonese conosce anche diversi metodi di romanizzazione. Il più popolare oggi è il jyutping, ma esiste anche il metodo delle Università Yale.